# التصميم للجميع (تكنولوجيا المعلومات والاتصالات)
التصميم للجميع في سياق تقانة المعلومات والاتصالات هو الجهد الواعي والمنهجي لتطبيق المبادئ والأساليب والأدوات بشكل استباقي لتعزيز التصميم الشامل في التقنيات المتعلقة بـالحواسيب، بما في ذلك التقنيات القائمة على الإنترنت، وبالتالي تجنب الحاجة إلى التعديلات اللاحقة أو التصميم المتخصص.
التصميم للجميع هو تصميم للتنوع البشري (مثل الموصوف في التنوع في مكان العمل أو الأعمال)، والاستبعاد الاجتماعي، والمساواة. لا ينبغي تصوره كجهد لتقديم حل واحد للجميع، بل كنهج يركز على المستخدم لتوفير منتجات يمكنها تلقائيًا معالجة النطاق المحتمل للقدرات البشرية، والمهارات، والمتطلبات، والتفضيلات. وبالتالي، فإن نتيجة عملية التصميم لا تهدف إلى أن تكون تصميمًا واحدًا، بل مساحة تصميم مليئة ببدائل مناسبة، جنبًا إلى جنب مع المنطق الكامن وراء كل بديل، أي خصائص المستخدم المحددة وسياق الاستخدام الذي تم تصميم كل بديل من أجله.
تقليديًا، حُلّت مشاكل إمكانية الوصول من خلال التعديلات، وكان استخدام منتجات التكنولوجيا المساعدة نهجًا تقنيًا للحصول على التعديلات. يعني الوصول الشامل إمكانية الوصول وقابلية الاستخدام لتقنيات المعلومات والاتصالات من قبل أي شخص في أي مكان وفي أي وقت وإدراجها في أي سياق معيشي. ويهدف إلى تمكين الوصول العادل والمشاركة النشطة لجميع الأشخاص المحتملين في الأنشطة البشرية القائمة والناشئة التي تتم بوساطة الكمبيوتر، من خلال تطوير منتجات وخدمات يمكن الوصول إليها واستخدامها عالميًا ووظائف دعم مناسبة في البيئة. يجب أن تكون هذه المنتجات والخدمات قادرة على استيعاب متطلبات المستخدم الفردية في سياقات استخدام مختلفة، بغض النظر عن الموقع أو الجهاز المستهدف أو بيئة التشغيل. لذلك، يُعمم النهج الذي يهدف إلى منح استخدام المعدات أو الخدمات، سعيًا لإتاحة الوصول إلى مجتمع المعلومات على هذا النحو. من المفترض أن يعيش المواطنون في بيئات مليئة بالأشياء الذكية، حيث تُعرف المهام التي يجب أداؤها وطريقة أدائها بالكامل، بما في ذلك مجموعة من أنشطة حرية تداول المعلومات، والاتصال بين الأشخاص، والتحكم البيئي. ويجب أن يُمنح المواطنون إمكانية تنفيذها بسهولة ومتعة.
للحصول على مناقشة شاملة للتحديات والفوائد المتعلقة بـ"التصميم للجميع" في سياق تقانة المعلومات والاتصالات، راجع أيضًا الورقة البيضاء لشبكة EDeAN (2005) و"تقرير عن تأثير التطورات التكنولوجية على إمكانية الوصول الإلكتروني" لمشروع DfA@eInclusion.

## الفوائد والتحديات
تحديد المفوضية الأوروبية في "بلاغ حول إمكانية الوصول الإلكتروني"، مجموعة من التحديات العملية الأساسية، بالإضافة إلى قضايا السوق والقانون والسياسة نحو تحسين إمكانية الوصول الإلكتروني والإدماج الإلكتروني في أوروبا، ووضع نهجًا ثلاثي المحاور يعتمد على:
- متطلبات إمكانية الوصول في المشتريات العامة
- الشهادة على إمكانية الوصول و
- الاستخدام الأفضل للتشريعات القائمة.

وفي هذا الصدد، تشمل التحديات التي يجب معالجتها ما يلي:
- إدخال تدابير تشريعية محددة لاستكمال وتعزيز التشريعات القائمة.
- مخاطبة الصناعة وتحفيزها.
- مقارنة مرجعية فعالة.
- توفير معايير موحدة.
- إنشاء منهج دراسي لـ"التصميم للجميع".
- معالجة أنشطة البحث المستقبلية.

## الخلفية التشريعية والتنظيمية
السياق السياسي الحالي لإمكانية الوصول في مجتمع المعلومات في أوروبا هو مبادرة i2010. تم إطلاق مبادرة "i2010 – مجتمع معلومات أوروبي للنمو والتوظيف" من قبل المفوضية الأوروبية كإطار لمعالجة التحديات والتطورات الرئيسية في قطاعي مجتمع المعلومات والإعلام حتى عام 2010. وهي تعزز اقتصادًا رقميًا مفتوحًا وتنافسيًا وتؤكد على تكنولوجيا المعلومات والاتصالات كدافع للإدماج وجودة الحياة. تتضمن المبادرة مجموعة من أدوات السياسة الأوروبية لتشجيع تطوير الاقتصاد الرقمي، مثل الأدوات التنظيمية، والبحث والشراكات مع أصحاب المصلحة.

### المساواة وعدم التمييز
الهدف من استراتيجية الاتحاد الأوروبي للإعاقة هو مجتمع مفتوح ومتاح للجميع. يجب تحديد الحواجز وإزالتها. تركز استراتيجية الاتحاد الأوروبي للإعاقة على ثلاثة محاور رئيسية: التعاون بين المفوضية والدول الأعضاء، المشاركة الكاملة للأشخاص ذوي الإعاقة، وإدماج قضايا الإعاقة في صياغة السياسات.
يعد عدم التمييز أيضًا أحد المبادئ العامة لـ"اتفاقية حقوق الأشخاص ذوي الإعاقة"، التي اعتمدتها الجمعية العامة للأمم المتحدة في 13 ديسمبر 2006 وافتتحت للتوقيع في 30 مارس 2007.

### الاتصالات ومجتمع المعلومات
يوجد تقليد طويل للتشريعات الأوروبية فيما يتعلق بالاتصالات. في عام 2002، اعتمد الاتحاد الأوروبي إطارًا تنظيميًا جديدًا لشبكات وخدمات الاتصالات الإلكترونية، يغطي جميع أشكال الاتصالات الثابتة واللاسلكية، ونقل البيانات، والبث. من منظور "التصميم للجميع"، فإن أهم توجيهات الاتحاد الأوروبي هي التوجيه الخاص بإطار تنظيمي مشترك والتوجيه الخاص بالخدمة الشاملة وحقوق المستخدمين المتعلقة بشبكات وخدمات الاتصالات الإلكترونية (توجيه الخدمة الشاملة).

### المشتريات العامة
يُعد التوريد الحكومي قوة اقتصادية مهمة، وبالتالي فهو أداة مهمة لتعزيز إمكانية الوصول. ستساعد الحزمة التشريعية من توجيهات المشتريات العامة، التي وافق عليها البرلمان الأوروبي ومجلس وزراء الاتحاد الأوروبي في عام 2004، في تبسيط وتحديث إجراءات المشتريات.
تتيح التوجيهات الجديدة مراعاة احتياجات إمكانية الوصول في عدة مراحل من عملية الشراء.
من الأنسب الرجوع إلى المعايير عند وضع المواصفات الفنية. يوجد بالفعل العديد من معايير اللجنة الأوروبية للتوحيد القياسي، والمعهد الأوروبي لمعايير الاتصالات، والاتحاد الدولي للاتصالات التي يمكن استخدامها لهذا الغرض، والعديد من المصادر التي يمكن أن تكون مفيدة من الناحية العملية. وبالمثل، تم استخدام إرشادات مثل إرشادات مبادرة الوصول إلى الويب، على سبيل المثال، أو الإرشادات الوطنية.
في المستقبل، سيكون من الأسهل العثور على معايير مناسبة. صدر التفويض M/376 من قبل المفوضية الأوروبية لمنظمات التوحيد القياسي الأوروبية سي إي إن، واللجنة الأوروبية للتقييس الكهروتقني، والمعهد الأوروبي لمعايير الاتصالات، للتوصل إلى حل للمتطلبات المشتركة وتقييم المطابقة.

### حقوق التأليف والنشر
ليست جميع المنتجات متاحة للأشخاص ذوي الإعاقة. عند إنتاج الكتب الصوتية، أو بعض الأعمال الأخرى المتاحة، يتم إنشاء نسخة إضافية، ويمكن أن تشكل حقوق التأليف والنشر مشكلة في هذه الحالة. من ناحية أخرى، حقوق التأليف والنشر جزء أساسي من استدامة المجتمع الإبداعي. يجب حل هذا التضارب في المصالح بطريقة ما لضمان أن يكون مجتمع المعلومات مجتمعًا للجميع. توجد تشريعات دولية وأوروبية في هذا المجال. تهدف توجيهات تنسيق جوانب معينة من حقوق التأليف والنشر والحقوق ذات الصلة في مجتمع المعلومات إلى تكييف التشريعات المتعلقة بحقوق التأليف والنشر والحقوق ذات الصلة لتعكس التطورات التكنولوجية وتحويل الالتزامات الدولية الرئيسية الناشئة عن المعاهدتين المتعلقين بحقوق التأليف والنشر والحقوق ذات الصلة اللتين تم اعتمادهما في إطار المنظمة العالمية للملكية الفكرية (WIPO) في ديسمبر 1996 إلى قانون المجتمع.

### حماية الخصوصية
العلاقة بين التصميم والخصوصية ليست واضحة بالضرورة. التكنولوجيا الحديثة، وهي نتيجة للتصميم، قادرة على جمع كميات كبيرة من المعلومات الشخصية. المستخدم لديه مصلحة في أن تكون هذه المعلومات صحيحة وأن تستخدم بشكل مناسب. قد يرغب الشخص في الحفاظ على سرية بعض المعلومات والحصول على حق الوصول إلى المعلومات التي تم جمعها. بعبارة أخرى، الخصوصية مرغوبة.
في عام 1995، اعتمد الاتحاد الأوروبي توجيهًا بشأن معالجة البيانات الشخصية.
وضع هذا التوجيه المبادئ الأساسية لجمع وتخزين واستخدام البيانات الشخصية التي يجب احترامها من قبل الحكومات والشركات وأي منظمات أو أفراد آخرين يشاركون في التعامل مع البيانات الشخصية.
في سياق التصميم للجميع (في تكنولوجيا المعلومات والاتصالات)، تُسمى حماية الخصوصية الخصوصية بالتصميم.

## المبادئ التوجيهية والمعايير ذات الصلة
في الولايات المتحدة، أستراليا، اليابان، وفي الاتحاد الأوروبي، يتم وضع المزيد والمزيد من الإجراءات التشريعية لمطالبة الهيئات العامة والشركات بضمان أن تكون منتجاتها وخدماتها قابلة للوصول والاستخدام ليس فقط من قبل المستخدمين "القياسيين" ولكن أيضًا من قبل آخرين مثل كبار السن أو الأشخاص ذوي الإعاقة. وبما أنه سيكون من غير الحكمة تدوين المتطلبات الفنية - وبالتالي المحددة زمنيًا - في القانون، فإن النصوص التشريعية تفضل الإشارة إلى المعايير (الدولية).

### التوحيد القياسي: نظرة عامة
التوحيد القياسي، أي بعبارات عامة جدًا، إنتاج "معيار" (بالفرنسية: norme, standard؛ بالألمانية: Norm؛ بالإسبانية:
norma) هو إجراء طوعي تم وضعه في الماضي، بشكل شبه فريد، من قبل شركاء تجاريين يعتقدون أن التوحيد القياسي سيسمح بتبادلات أسهل للمنتجات والسلع. وهذا يعني غالبًا أن قبول المعايير طوعي أيضًا ويتحقق من خلال الفوائد التجارية المتوقعة. شارك ممثلو المستهلكين في التوحيد القياسي إلى حد محدود جدًا.
من ناحية أخرى، تشير القوانين في العديد من البلدان بشكل متزايد إلى القبول المطلوب لعدة معايير (مثل معايير السلامة أو الجوانب البيئية). والنتيجة الصافية لهذه الحاجة إلى المعايير هي أن العديد من مبادرات التوحيد القياسي تُحفز اليوم (أي تُدعم) من قبل الهيئات العامة أو، في أوروبا، مباشرة وغير مباشرة من قبل المفوضية الأوروبية. كما تم إنشاء العديد من المبادئ التوجيهية من قبل مجموعات أصحاب المصلحة.

### التطورات الأخيرة في التوحيد القياسي المتعلق بـ"التصميم للجميع" (المعايير الرسمية)
نظرًا لأن توحيد "التصميم للجميع" ذُكر صراحة في خطط عمل eEurope2002 و i2010 التابعة للاتحاد الأوروبي، فقد تم اتخاذ العديد من الإجراءات الجديدة منذ ذلك الحين. يمكن تمييز أربع استراتيجيات رئيسية حديثة:
- إنشاء مجموعات عمل ومنظمات تنسيقية؛
- إضفاء الطابع الديمقراطي على عمليات التوحيد القياسي نفسها؛
- التأثير المتزايد لهيئات التوحيد القياسي غير الرسمية؛ و
- إنشاء منتديات نقاش متعلقة بالتوحيد القياسي مفتوحة لغير المتخصصين.

### "التصميم للجميع" في المعايير المتعلقة بتكنولوجيا المعلومات والاتصالات
- ETSI EG 202 116 V1.2.2 (2009-03)

دليل ETSI العوامل البشرية (HF)؛ مبادئ توجيهية لمنتجات وخدمات تكنولوجيا المعلومات والاتصالات؛ "التصميم للجميع".
- إرشادات إتاحة محتوى الويب 2.0

إرشادات إتاحة محتوى الويب (WCAG) 2.0 هو معيار تقني يغطي مجموعة واسعة من التوصيات لجعل محتوى الويب أكثر سهولة. سيؤدي اتباع هذه الإرشادات إلى جعل المحتوى متاحًا لمجموعة أوسع من الأشخاص ذوي الإعاقة، بما في ذلك العمى وضعف البصر، والصمم وضعف السمع، وصعوبات التعلم، والقيود المعرفية، ومحدودية الحركة، وإعاقات النطق، والحساسية للضوء، ومزيج من هذه الإعاقات. كما أن اتباع هذه الإرشادات غالبًا ما يجعل محتوى الويب الخاص بك أكثر قابلية للاستخدام للمستخدمين بشكل عام.
- BS 8878:2010 إمكانية الوصول إلى الويب - مدونة الممارسات

BS 8878:2010 إمكانية الوصول إلى الويب - مدونة الممارسات يوفر إرشادات حول كيفية دمج اهتمامات إمكانية الوصول في سياسات المنظمة وعمليات الإنتاج الرقمي. يوفر المعيار لأصحاب المواقع غير التقنيين فهمًا أفضل لقيمة التصميم الشامل، وإطارًا لكيفية استخدام المبادئ التوجيهية مثل WCAG 2.0 لمساعدتهم على إنشاء منتجات مصممة للجميع. قام المؤلف الرئيسي للمعيار، جوناثان هاسيل، بإنشاء ملخص لـ BS 8878 لمساعدة المنظمات على فهم أفضل لكيفية أن المعيار يمكن أن يساعدهم.

## مجالات التطبيق
تشمل مجالات تطبيق "التصميم للجميع" في سياق تقانة المعلومات والاتصالات عمليًا كل مجال يشتمل على تقنيات المعلومات والاتصالات.
تعكس أهمية مجالات التطبيق دورها في تأسيس مجتمع معلومات متماسك ومقبول اجتماعيًا، ولكنها تعكس أيضًا النطاق المتنوع للأنشطة البشرية المتأثرة.
يمكن تلخيص مجالات التطبيق الحيوية لـ"التصميم للجميع" على النحو التالي:
- التعلم مدى الحياة
- أنظمة المعلومات العامة، والمحطات الطرفية، وأجهزة المعلومات (مثل الأكشاك، وبيئات المنازل الذكية)
- خدمات المعاملات (مثل الخدمات المصرفية)
- تطبيقات وخدمات التجارة الإلكترونية
- الخدمات الاجتماعية للمواطنين (مثل الإدارة، وكبار السن، والنقل، والرعاية الصحية، والوعي)
- أدوات للسماح بخدمات معلومات ذات قيمة مضافة (مثل إنشاء وتخزين واسترجاع وتبادل تجارب المستخدم، وتتبع وتصوراته)
- الأمن

ناقشت الورقة البيضاء "نحو مجتمع معلومات للجميع: أجندة دولية للبحث والتطوير" (1998) الصادرة عن المنتدى العلمي الدولي "نحو مجتمع معلومات للجميع" (ISF-IS4ALL)، أهمية مجالات التطبيق هذه:

"التعلم مدى الحياة هو مجال حيوي يجب التركيز عليه في مجتمع "المعرفة" المستقبلي. إنه ينطوي على مشاركة مستمرة في اكتساب المعرفة والمهارات لتسهيل واستدامة المشاركة العادلة في مجتمع المعلومات. قد تلعب التقنيات الجديدة دورًا محفزًا في توفير آليات وهياكل تعليمية جديدة، مما يسمح للتعلم بأن يصبح جزءًا لا يتجزأ من الأنشطة البشرية مدى الحياة في سياق مجتمعات التعلم كثيفة المعرفة، والتفاعل الاجتماعي بين مجموعات من الناس.
مجال آخر مهم للتطبيق وهدف حاسم على المدى القصير هو تطوير أنظمة المعلومات العامة للأغراض العامة، والمحطات الطرفية، وأجهزة المعلومات، (على سبيل المثال، أكشاك المعلومات للوصول إلى خدمات المعلومات على مستوى المجتمع). من المتوقع أن تُستخدم هذه في سياقات مختلفة بشكل متزايد، بما في ذلك الأماكن العامة، والمنازل، والفصول الدراسية، وما إلى ذلك، وتوفر وسائل الوصول الشامل والمتنقل. سيصبح التحكم البيئي أيضًا ذا أهمية متزايدة. ستتغلغل البيئات الذكية تدريجيًا في مجموعة واسعة من الأنشطة البشرية في المستشفيات، والفنادق، والمباني الإدارية العامة، وما إلى ذلك. وستكتسب التحكم عن بعد في مثل هذه البيئات اهتمامًا متزايدًا لتسهيل الاستجابة للأحداث غير المتوقعة، وتعزيز التنقل والأمان.
أخيرًا، ستصبح مجموعة واسعة من خدمات المعاملات (مثل الخدمات المصرفية، والإعلان، والترفيه)، والخدمات الاجتماعية للمواطنين (مثل الإدارة، والرعاية الصحية، والتعليم، والنقل)، وتطبيقات التجارة الإلكترونية، ذات أهمية متزايدة في إعادة تشكيل الأنشطة التجارية والسكنية البشرية (...) الأمن، والخصوصية، والتحكم هي مواضيع محورية في تطور مجتمع معلومات مقبول اجتماعيًا ويجب أن تلقى اهتمامًا فوريًا. وفي الوقت نفسه، ستشكل هذه أهدافًا أكثر تعقيدًا بشكل متزايد، حيث تمتد عبر مستويات مختلفة من البنية التحتية للاتصالات السلكية واللاسلكية، من خدمات الشبكة إلى خدمات التطبيقات (مثل المعاملات التجارية والترفيه)، والمحطات الطرفية، وأجهزة المعلومات."

## التعليم والتدريب
أحد الروافع الرئيسية لتحسين الوعي والممارسة في "التصميم للجميع" هو تطوير برامج التعليم والتدريب. هناك حاجة إلى محترفين اكتسبوا معرفة ومهارات متخصصة شاملة في "التصميم للجميع"؛ بالإضافة إلى ذلك، يحتاج هؤلاء المحترفون الذين يعملون حاليًا في صناعة تكنولوجيا المعلومات والاتصالات إلى اكتساب معرفة ومهارات إضافية تتعلق بـ"التصميم للجميع".
لا يوجد دليل كبير على وجود برامج جامعية متخصصة في "التصميم للجميع" (أو التصميم الشامل) أو التي تتضمن صراحةً وحدة دراسية حول هذا الموضوع. تم معالجة هذا النقص في مشروع DfA@eInclusion، الذي وضع مناهج دراسية:
- دورة تمهيدية على مستوى البكالوريوس تهدف إلى تمكين الطلاب من فهم القضايا الأخلاقية والاجتماعية لـ"التصميم للجميع"، ودور "التصميم للجميع" كممكن لإمكانية الوصول والمشاركة في مجتمع المعلومات.
- برنامج على مستوى الماجستير يهدف إلى تمكين الطلاب من امتلاك المعرفة والمهارات والكفاءات الشخصية والمهنية ذات الصلة لتصميم وتطوير وتنفيذ وتقييم وإدارة مجموعة واسعة من منتجات وخدمات أنظمة تكنولوجيا المعلومات والاتصالات التي تلتزم بمبادئ وممارسات "التصميم للجميع".[24]

تنفيذ مثل هذه البرامج قيد التنفيذ بالفعل في عدد قليل من الأماكن، على سبيل المثال في كلية أوسلو وجامعة آكرشوس للعلوم التطبيقية، جامعة ميدلسكس، المملكة المتحدة، جامعة لينز، النمسا وجامعة تراس-أوس-مونتس إي ألتو دورو، البرتغال. تشمل المواضيع الأساسية فهم مبادئ حقوق الإنسان، وتطوير المعايير واللوائح والتشريعات، وتصميم وتطوير التقنيات المساعدة، بالإضافة إلى تحسين الوصول إلى المنتجات والخدمات الرئيسية.
سهولة التصفح عنصر مهم للوصول إلى مجتمع المعلومات، ويتم تقديم المعلومات والتوجيه من خلال مبادرة الوصول إلى الويب (WAI) التابعة لـاتحاد الشبكة العالمية بالإضافة إلى البرامج التعليمية عبر الإنترنت (على سبيل المثال، منهج معايير الويب في أوبرا).
وقد تم أيضًا تناول النهج التكميلي لتدريب المتخصصين في صناعة تكنولوجيا المعلومات والاتصالات من خلال مشروع DfA@eInclusion.
وقد تم التوصية بمنهج شامل لمثل هذه التدريبات وهو حاليًا قيد التفاوض في ورشة عمل CEN. تم تنفيذ ورشة عمل CEN "منهج تدريب المهنيين في التصميم الشامل (UD-Prof)" في مايو 2009. ووفقًا للقواعد العامة لورش عمل CEN، فإنها توفر لجميع أصحاب المصلحة المهتمين فرصة لمناقشة وتحسين منهج DfA هذا للمتخصصين في تكنولوجيا المعلومات والاتصالات.

## أمثلة على الممارسات الجيدة
- تم تصميم أوبرا بالتزام ليستخدمه أكبر عدد ممكن من الأشخاص، وبالتالي يتبع نهج "التصميم للجميع".
- تعتبر الكتب المسموعة أمثلة جيدة على "التصميم للجميع" لأنها تمكن الأشخاص من قراءة كتاب. يمكن لأي شخص تقريبًا لا يعاني من إعاقة سمعية استخدام الكتب الصوتية للترفيه والتعلم والمعلومات.
- تستخدم الحكومة الإلكترونية تكنولوجيا المعلومات والاتصالات (ICT) لتوفير وتحسين الخدمات الحكومية، والمعاملات والتفاعلات مع المواطنين، والشركات، والأذرع الأخرى للحكومة.[33][34]
- توفر المصاعد طريقة بديلة للوصول إلى مستويات الطوابق المختلفة. تستخدم المصاعد الحديثة المتاحة تكنولوجيا المعلومات والاتصالات للتكيف مع أي مستخدم يمكن تخيله. سرعة إغلاق الأبواب قابلة للتعديل بحيث يمكن للأشخاص الدخول بأمان بسرعة أو ببطء حسب الحاجة. توفر أجهزة التحكم في المصعد ردود فعل بصرية وسمعية للمستخدم بحيث يمكن للأشخاص ذوي القدرات الحسية المختلفة تشغيل المصعد دون مساعدة. يستفيد المكفوفون من المفاتيح اللمسية. توجد ملصقات بريل بجانب المفاتيح حتى لا يتم الضغط عليها عن طريق الخطأ أثناء قراءتها. يعمل نظام الاتصال الداخلي للطوارئ سمعيًا وبصريًا. تعمل الوسوم اللاسلكية (مثل تحديد الهوية بموجات الراديو)، وأنظمة التعرف على الوجوه، وأجهزة التحكم عن بعد على تعزيز قدرات المصعد الحديث الذي يمكن استخدامه من قبل أي شخص تقريبًا.
- تعرض مجموعة أدوات التصميم الشاملة[35] أمثلة على كيفية تطبيق مبادئ "التصميم للجميع".
- تُقدم أمثلة أخرى لـ"التصميم للجميع" في تكنولوجيا المعلومات والاتصالات في مبادرة التعليم والتدريب لشبكة إيديين.[36]

## الشبكات والمشاريع ذات الصلة

### الشبكة الأوروبية للتصميم للجميع وإمكانية الوصول الإلكتروني
الشبكة الأوروبية للتصميم للجميع وإمكانية الوصول الإلكتروني - EDeAN هي شبكة تضم 160 منظمة في الدول الأعضاء في الاتحاد الأوروبي. هدف الشبكة هو دعم وصول جميع المواطنين إلى مجتمع المعلومات. توفر EDeAN:
- منتدى أوروبيًا لقضايا "التصميم للجميع"، يدعم أهداف الاتحاد الأوروبي في مجال الإدماج الإلكتروني.
- رفع الوعي في القطاعين العام والخاص.
- موارد عبر الإنترنت حول "التصميم للجميع".

تُنسق الشبكة من قبل أمانة EDeAN، التي تتناوب سنويًا، ومراكز الاتصال الوطنية المقابلة التي تمثل نقاط الاتصال لـ EDeAN في كل دولة عضو في الاتحاد الأوروبي.

### التصميم للجميع في أوروبا
EIDD – Design for All Europe هي منظمة أوروبية ممولة ذاتيًا بالكامل، وتغطي كامل مجال نظرية وممارسة "التصميم للجميع"، بدءًا من البيئة المبنية والمنتجات المادية وصولًا إلى تصميم الاتصالات والخدمات والأنظمة. تأسست في الأصل عام 1993 كمعهد أوروبي للتصميم والإعاقة (EIDD)، لتعزيز جودة الحياة من خلال "التصميم للجميع"، غيرت اسمها في عام 2006 لتتماشى مع نشاطها الأساسي. تنشر EIDD – Design for All Europe تطبيق "التصميم للجميع" إلى مجتمعات الأعمال والإدارة التي لم تكن على دراية بفوائده سابقًا، ولديها حاليًا (2009) منظمات أعضاء نشطة في 22 دولة أوروبية. يهدف EIDD إلى تشجيع التفاعل النشط والتواصل بين المهنيين المهتمين بنظرية وممارسة "التصميم للجميع" وبناء جسور بين هؤلاء الأعضاء وغيرهم من أعضاء مجتمع التصميم من جهة، وجميع المجتمعات الأخرى حيث يمكن لـ"التصميم للجميع" أن يحدث فرقًا حقيقيًا في جودة الحياة للجميع من جهة أخرى.

### أمثلة على مشاريع بحثية ممولة من الاتحاد الأوروبي تتناول تكنولوجيا المعلومات والاتصالات والإدماج
- التصميم للجميع من أجل الإدماج الإلكتروني[38]

هذا مشروع دعم لـ EDeAN. يهدف المشروع إلى تطوير دورة تدريبية نموذجية لـ"التصميم للجميع" تستهدف الصناعة، وهياكل المناهج الدراسية لتدريس "التصميم للجميع" على مستويي البكالوريوس والدراسات العليا، بالإضافة إلى قاعدة معرفية عبر الإنترنت حول "التصميم للجميع".
- DIADEM:[39] توفير وصول شامل للأشخاص ذوي الإعاقة أو كبار السن في المجتمع

يهدف المشروع إلى تطوير واجهة متصفح ويب قابلة للتكيف للأشخاص ذوي المهارات المعرفية المنخفضة، والتي يمكن استخدامها في المنزل والعمل.
- I2Home:[40] تفاعل حدسي للجميع مع الأجهزة المنزلية بناءً على معايير الصناعة

يسعى المشروع إلى تطوير وحدة تحكم عن بعد عالمية تتيح الوصول الشبكي إلى الأجهزة اليومية في المنزل.
- SHARE-IT:[41] الاستقلالية البشرية المدعومة للتعافي وتعزيز القدرات المعرفية والحركية باستخدام تقنيات المعلومات

يعمل هذا المشروع على تطوير "إضافات" قابلة للتطوير والتكيف ستسمح بدمج التقنيات المساعدة في تكنولوجيا المعلومات والاتصالات الذكية للمنزل.
- HaH:[42] السمع في المنزل

يبحث هذا المشروع في الجيل القادم من الأجهزة المساعدة التي ستساعد الأشخاص ضعاف السمع على المشاركة الكاملة في مجتمع المعلومات.
- CogKnow:[43] مساعدة الأشخاص الذين يعانون من خرف خفيف على تنظيم يومهم

يهدف CogKnow إلى تطوير نموذج أولي لجهاز اصطناعي معرفي لمساعدة أولئك الذين يعانون من الخرف على أداء أنشطتهم اليومية.
- MonAmi: تعميم الذكاء المحيطي

يسعى المشروع إلى تعميم إمكانية الوصول إلى السلع والخدمات الاستهلاكية. والهدف هو تطوير منصات تكنولوجية تسمح لكبار السن والأشخاص ذوي الإعاقة بالاستمرار في العيش في منازلهم والبقاء في مجتمعاتهم.
- USEM: تمكين المستخدم في التوحيد القياسي

يهدف المشروع إلى تدريب المستخدمين النهائيين على القضايا المتعلقة بالتوحيد القياسي وتمكينهم من المشاركة في أنشطة التوحيد القياسي في مجال تكنولوجيا المعلومات والاتصالات.
- VAALID:[44] إطار التحقق من إمكانية الوصول وقابلية الاستخدام لعملية تصميم التفاعل في Ambient Assisted Living

يهدف المشروع إلى إنشاء أدوات دعم النمذجة والمحاكاة لتحسين تصميم تفاعل المستخدم وعملية التحقق من إمكانية الوصول وقابلية الاستخدام عند تطوير حلول Ambient Assisted Living.
- PERSONA:[45] مساحات إدراكية تعزز الشيخوخة المستقلة

يهدف المشروع إلى مواصلة تطوير منتجات وخدمات Ambient Assisted Living التي تكون ميسورة التكلفة وسهلة الاستخدام وقابلة للتطبيق تجاريًا. يطور المشروع منصة تكنولوجية متكاملة تربط بسلاسة المنتجات والخدمات المختلفة للإدماج الاجتماعي، ودعم أنشطة الحياة اليومية، والكشف المبكر عن المخاطر، والحماية الشخصية من المخاطر الصحية والبيئية، ودعم التنقل والتنقلات داخل الحي/المدينة، وكل ذلك يجعل الحياة الحرة تستحق العيش داخل أسرهم وداخل المجتمع.

## وصلات خارجية
- موقع مشروع "DfA@eInclusion" الممول من الاتحاد الأوروبي
- موقع الشبكة الأوروبية للتصميم للجميع وإمكانية الوصول الإلكتروني (EDeAN)
- موقع EIDD – التصميم للجميع أوروبا
- المفوضية الأوروبية – بوابة مجتمع المعلومات، التصميم للجميع